# Piper pinguifolium
Piper pinguifolium är en pepparväxtart som beskrevs av C. Dc.. Piper pinguifolium ingår i släktet Piper och familjen pepparväxter. Inga underarter finns listade i Catalogue of Life.